# Transportes na Turquia

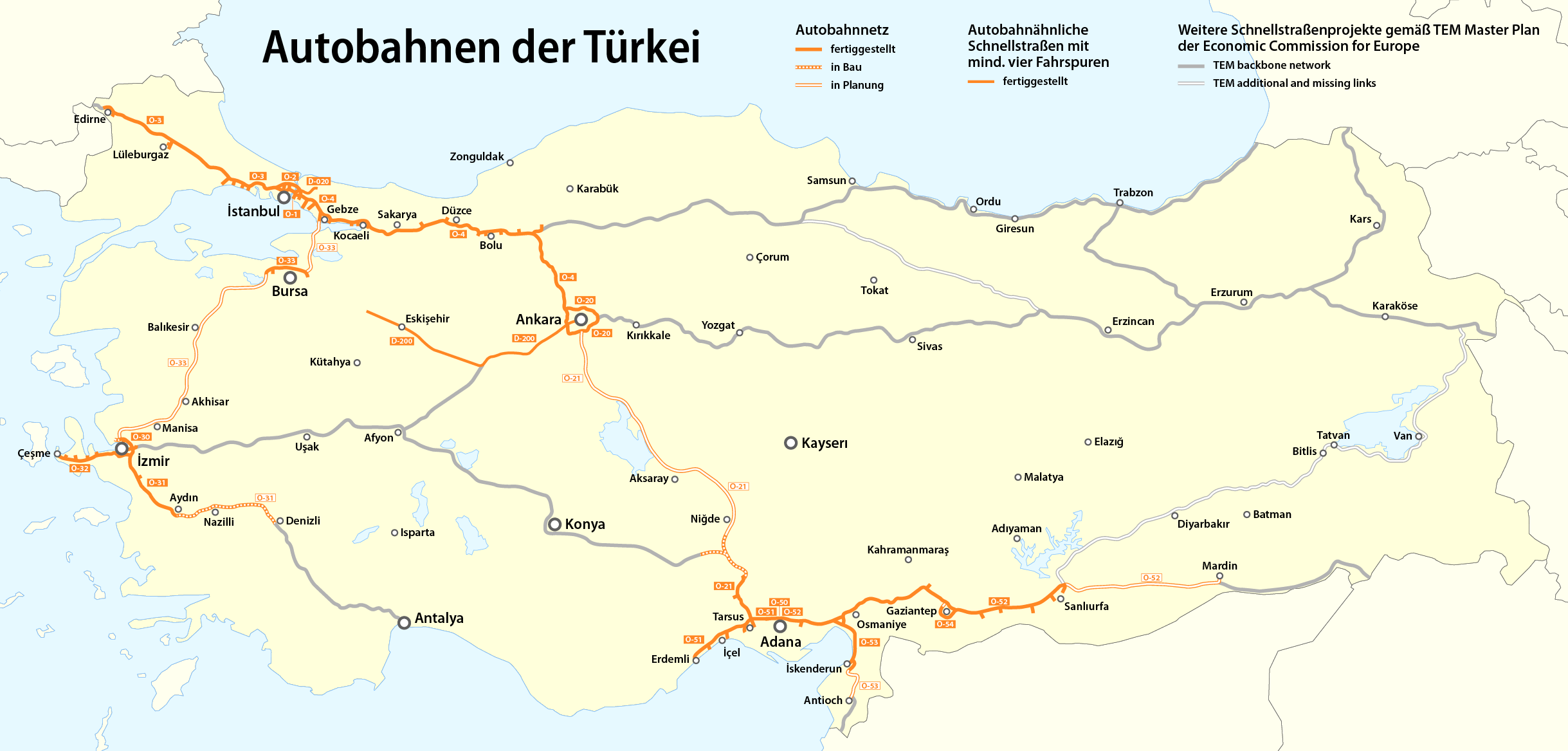
Mapa de autoestradas da Turquia (em serviço e em projeto e incluindo algumas estradas mais importantes)

Rede ferroviária turca

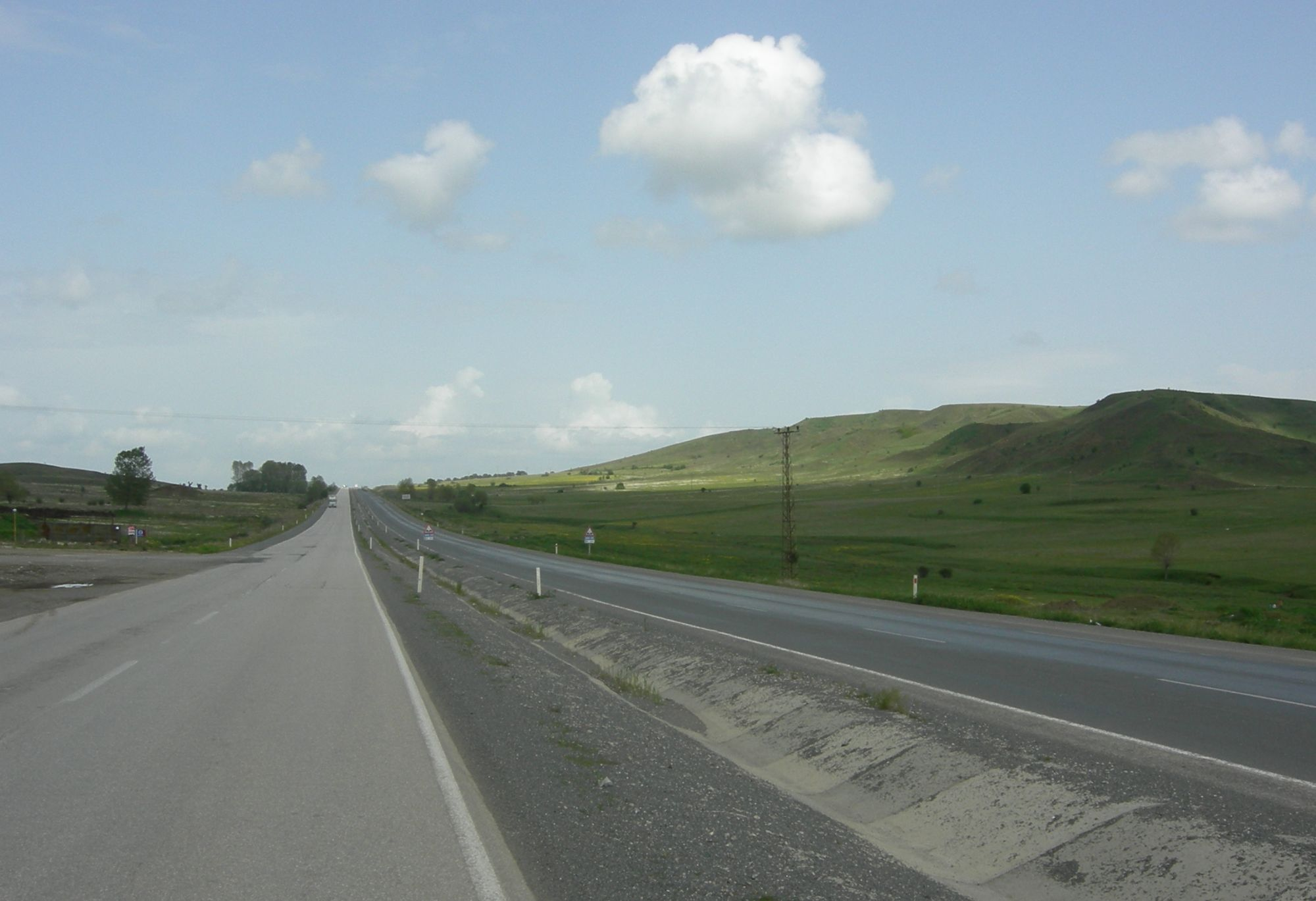
A estrada europeia 80 (D100 turca) a leste de Gerede,

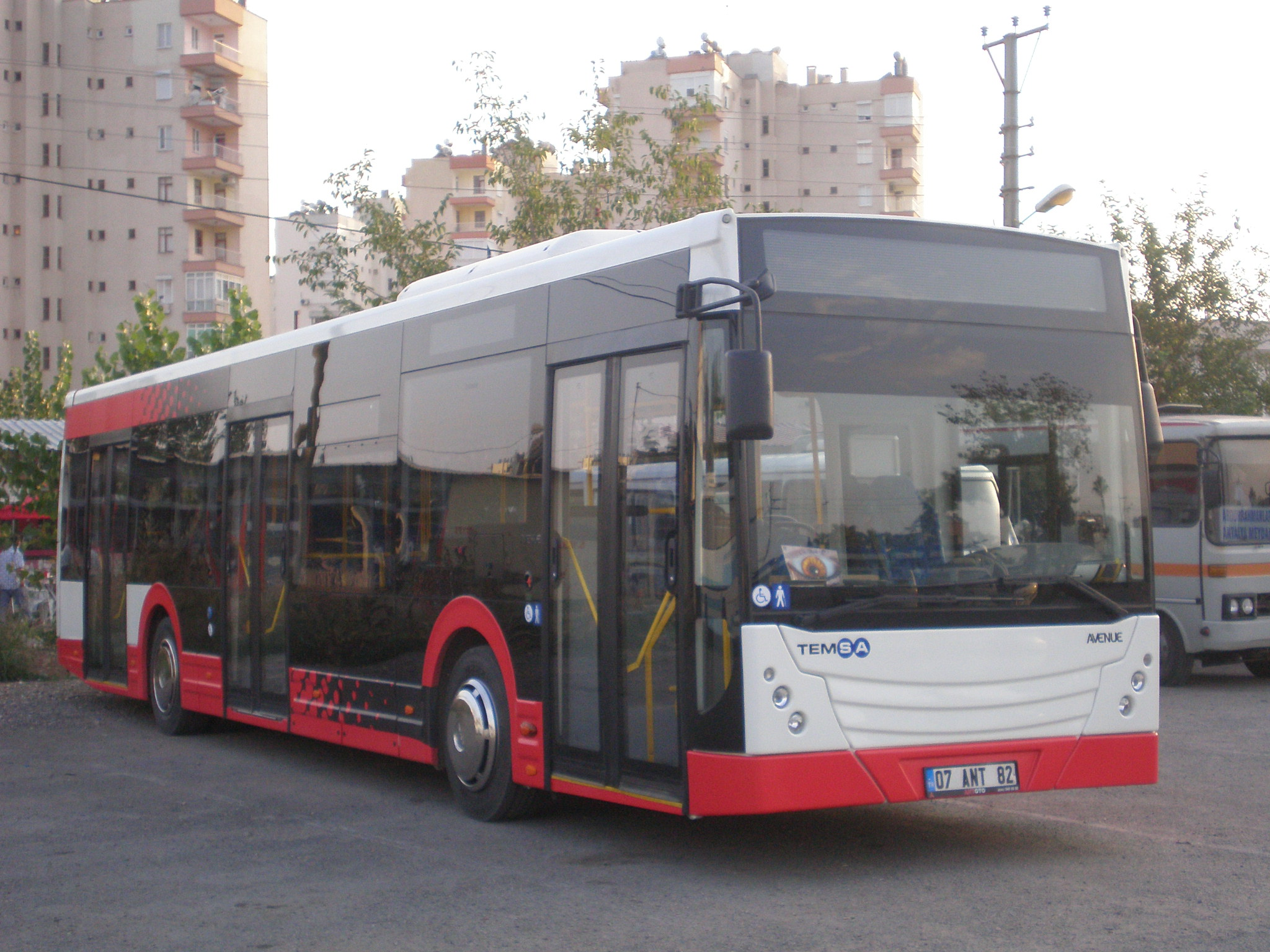
Autocarro Temsa, de fabrico turco, em Antália

Na Turquia, 95% do tráfego de passageiros e 93% do tráfego doméstico de carga é feito por estrada. Em 2008 a rede rodoviária turca contava com 181 870 km de estradas asfaltadas e 2 010 km de autoestradas. Todas as estradas eram geridas pelo governo central ou pelas administrações provinciais ou distritais, mas está previsto que as novas autoestradas em construção e em projeto sejam construídas e exploradas por privados. Em 2010 estavam registados na Turquia 15 095 603 de veículos automóveis, cerca de metade deles ligeiros de passageiros.
A rede ferroviária turco  é administrada pela empresa estatal Caminhos de Ferro da República da Turquia (Türkiye Cumhuriyeti Devlet Demiryolları, TCDD). Em 2008 a TCCD administrava 10 991 km de linhas férreas e empregava 24 774 funcionários. À exceção de Antália, a generalidade das maiores cidades são servidas por ferrovia, mas há extensas partes do território turco onde isso não acontece, nomeadamente nas costas mediterrânica e do Mar Negro, em muitas das regiões orientais.
Em 2010 existiam 99 aeroportos na Turquia, 16 deles com pistas com comprimento superior a 3 047 m e cinco com um movimento anual de passageiros superior a cinco milhões. No mesmo ano operavam na Turquia 15 companhias aéreas de passageiros e 3 de carga.
A Turquia conta com pelo menos 13 portos marítimos importantes nos quatro mares que banham o país (Mediterrâneo, Egeu, de Mármara e Mar Negro). Em 2010 estavam registados 645 navios mercantes na Turquia.
As maiores cidades turcas têm sistemas de transportes públicos, em geral de boa qualidade, baseados sobretudo em autocarros, táxis e dolmuş. As cidades de Ancara, Istambul, Esmirna, Bursa e Adana têm metropolitano, em alguns casos subterrâneo e/ou de superfície ou "veículo leve sobre trilhos" noutros casos.

## Transportes rodoviários

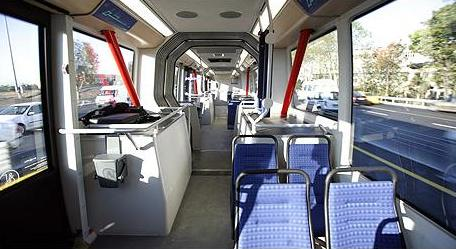
Interior de um Metrobüs, do sistema de Bus Rapid Transit (BRT, autocarro rápido) de Istambul

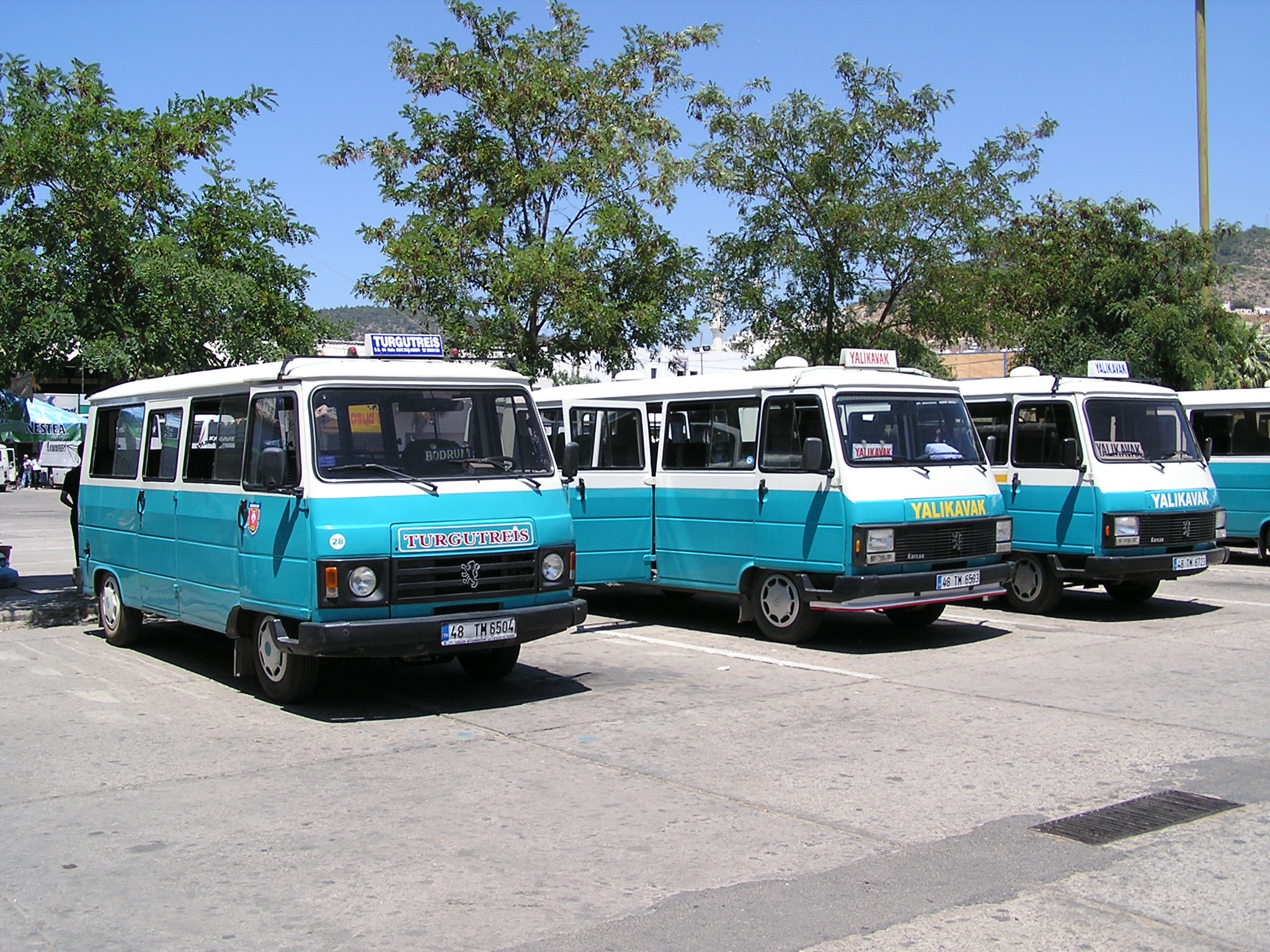
Dolmuş em Bodrum

A planificação e manutenção da rede rodoviária está a cargo da Direção-Geral de Estradas (em turco:  Türkiye Cumhuriyeti Karayolları Genel Müdürlüğü), um organismo do Ministério dos Transportes (Türkiye Cumhuriyeti Ulaştırma Bakanlığı).
Em 2008, a rede rodoviária turca contava com 352 246 km de estradas, 52% delas asfaltadas. 98% das estradas principais (nacionais) eram asfaltadas, sendo que a grande percentagem de estradas não asfaltadas se deve às estradas rurais (288 013 km), das quais 13% são de terra batida e 45% têm outro tipo de revestimento, sendo asfaltadas apenas 42%.
Em 2008 existiam 2 010 km de autoestradas (em turco: otoyollar), as quais são nomeadas pela letra O. A O-3, O2, O-4 e D-200 ligam Edirne, próxima às fronteiras com a Bulgária e com Grécia, a Istambul, Ancara e Esquixequir, no centro da Anatólia. Quando a O-33 estiver concluída ligará Gebze, no extremo oriental do Mar de Mármara, no noroeste do país, a Esmirna, nas costa do Mar Egeu, mas em 2010 só um troço em volta de Bursa estava terminado. A O-32 liga Çesme com Esmirna e a O-31, que em 2010 só estava construída até Aidim, ligará Esmirna a Denizli. Ao longo da costa mediterrânica sudeste, a O-51 liga Erdemli (província de Mersin) a Adana, que por sua vez está ligada a İskenderun, Gaziantepe e Şanlıurfa pela O-52 e O-53. A O-52 está projetada até Mardin. Futuramente, a O-21 ligará Tarso com Niğde e Aksaray, mas em 2010 só chegava a Pozanti. No interior a leste do eixo Ancara-Adana não existem quaisquer autoestradas.
Muitas das estradas nacionais, designadas com a letra D, têm grandes extensões com quatro quatro faixas com separador central e, menos frequentemente, cruzamentos desnivelados, apesar de não serem consideradas autoestradas. Isso acontece, por exemplo, na D-750, entre Adana e Ancara, ou na D-200 e D-260, entre Ancara, Esquixequir, Afyonkarahisar e Esmirna.

### Rede rodoviária turca em 2008[7]
| (km)                 | Total   | Asfaltadas | %    | Outro tipo de pavimento | %   | Terra batida | %   |
| -------------------- | ------- | ---------- | ---- | ----------------------- | --- | ------------ | --- |
| Total                | 352 246 | 181 870    | 52%  | 131 281                 | 27% | 38 895       | 11% |
| Autoestradas         | 2 010   | 2 010      | 100% |                         |     |              |     |
| Estradas nacionais   | 31 311  | 30 784     | 98%  | 217                     | 1%  | 310          | 1%  |
| Estradas provinciais | 30 712  | 27 525     | 90%  | 1 551                   | 5%  | 758          | 5%  |
| Estradas rurais      | 288 013 | 121 551    | 42%  | 129 513                 | 45% | 36 949       | 13% |

### Autoestradas em construção e em projeto

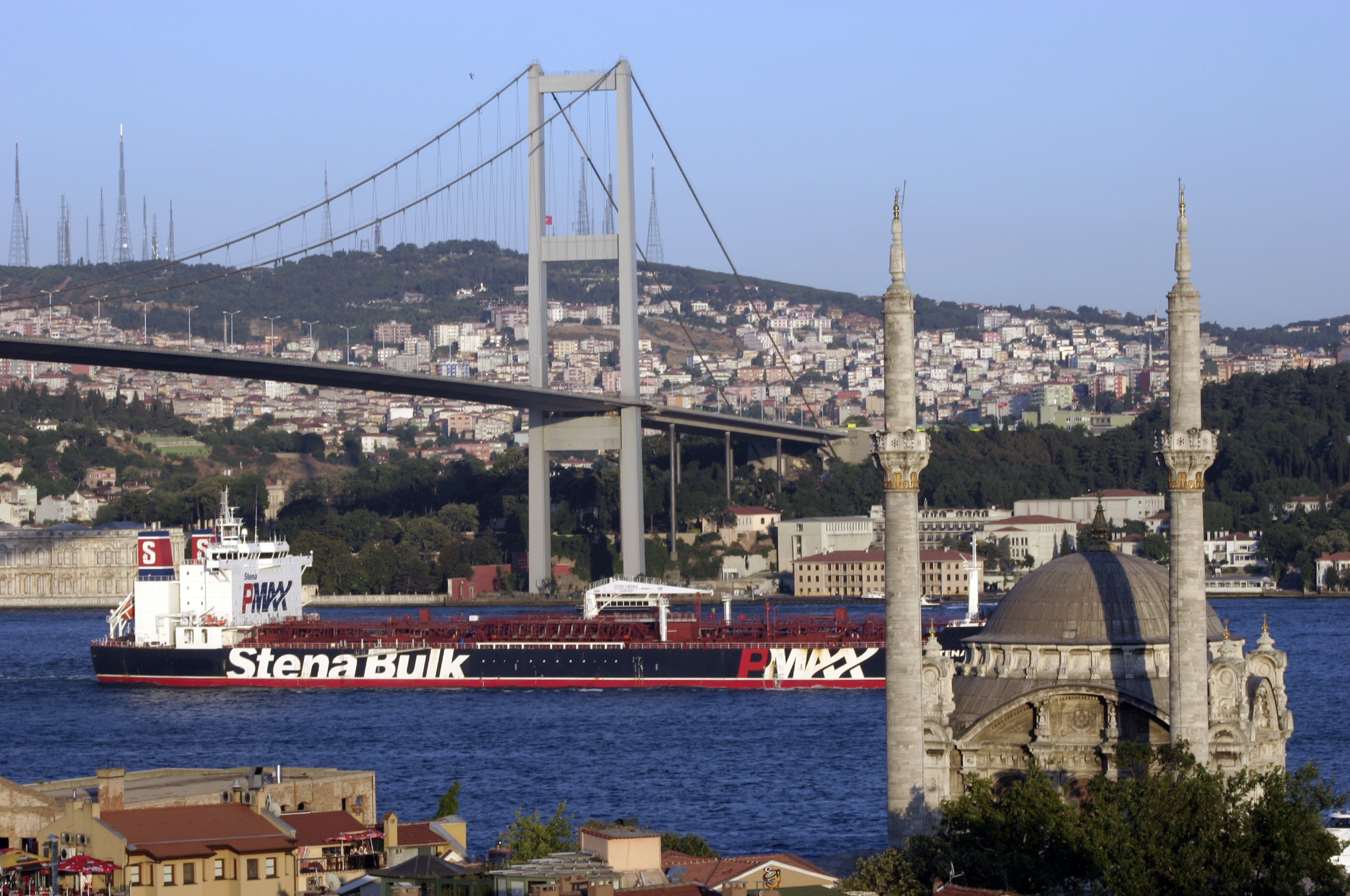
A Ponte do Bósforo, em Istambul, vista do lado europeu, com a Mesquita de Ortaköy em primeiro plano e o Palácio de Beilerbei ao fundo, à esquerda, na margem asiática do Bósforo

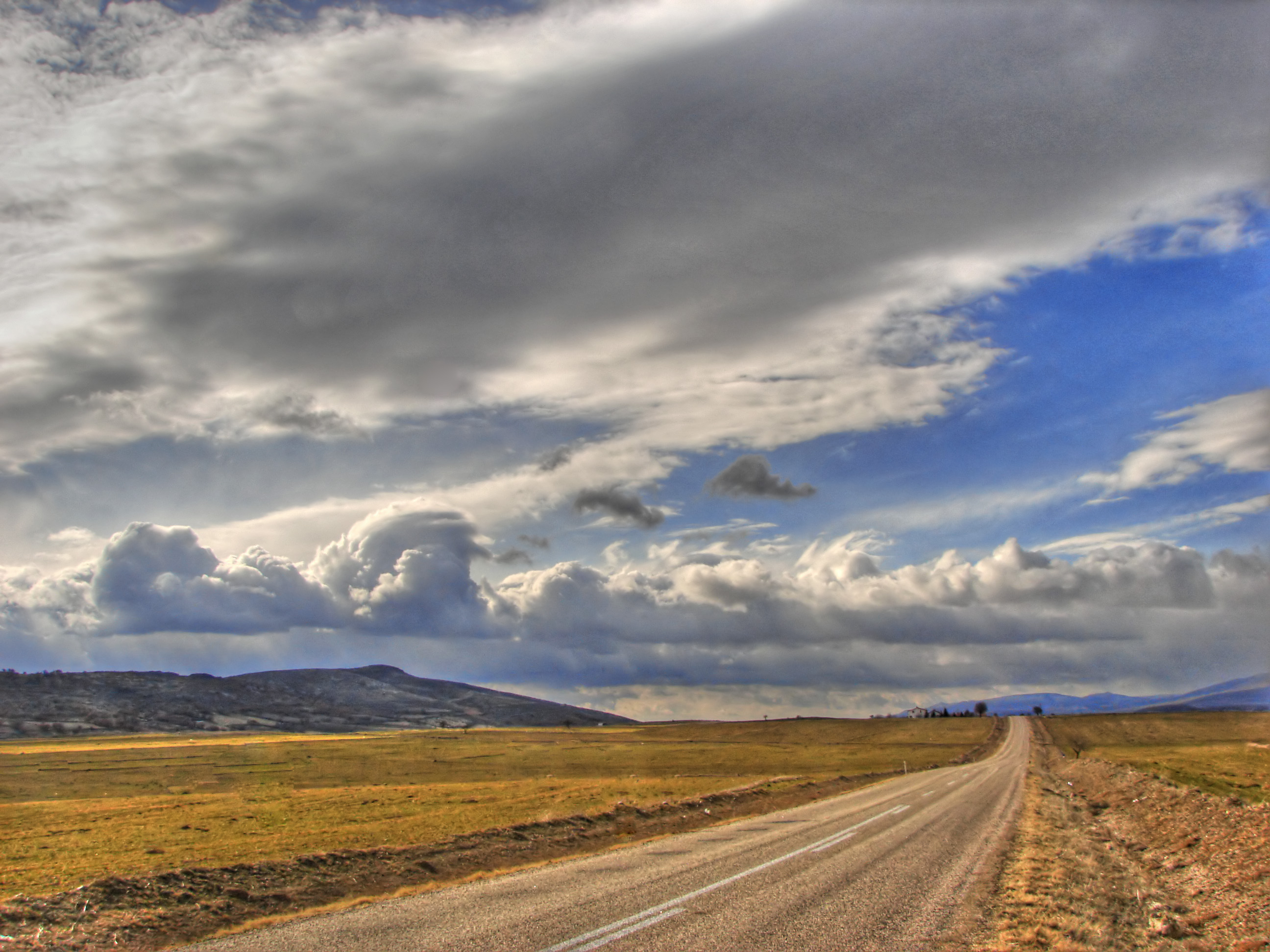
Estrada rural no distrito de Güdül,

O governo turco tem grandes projetos rodoviários em curso (2011), que passam pela construção de autoestradas e por dotar de quatro vias numerosas estradas principais. Estes projetos envolvem a construção de 11 autoestradas e uma extensão de 5 236 km e serão financiados segundo um modelo Build-Operate-Transfer, ou seja, a construção (build) e gestão são entregues a empresas privadas durante um período pré-acordado, após o qual as estradas voltam à posse total do estado (transfer). Os concursos foram lançados em 2010. As novas autoestradas em projeto são as seguintes:
- Gebze - Orhangazi (na periferia de Bursa) - Esmirna (O-33), que ligará Istambul a Esmirna e terá 421 km de extensão. Esta obra foi oficialmente lançada em 28 de outubro de 2010 em Gebze, na província de Cocaeli, e envolve uma ponte pênsil sobre o Golfo de İzmit na zona de Gebze, a qual será a segunda maior do mundo seu género a seguir à de Akashi-Kaikyo, no Japão. Além desta grande ponte, a obra envolve 30 viadutos, 4 túneis, 209 pontes, 18 pontos de portagem, 5 centros de gestão rodoviária e 7 áreas de repouso e de serviços. Está previsto que a construção dure 5 anos. O concurso de construção e gestão foi ganho por um consórcio constituído pelas empresas Astaldi (italiana), Nurol, Özaltın, Makyol, Yüksel e Göçay. O custo estimado é de 11 mil milhões * de liras turcas (5,5 mil milhões * de euros).

- Mármara Norte (Kuzey Marmara Otoyolu, O-2), entre Adapazarı, no noroeste da Anatólia, e Silivri, o distrito mais a sudoeste da área metropolitana de Istambul, numa extensão de 260 km. Envolve a construção de uma terceira ponte com 1 275 m de comprimento sobre o estreito do Bósforo, a norte de Istambul, entre Poyraz, no distrito de Beykoz, e Garipçe, no distrito de Sarıyer, perto do Mar Negro.[10]

- Ancara - Samsun (432 km).

- Ancara - Esmirna (535 km, O-31).

- Silivri - Tekirdağ - Çanakkale - Balıkesir (370 km); envolve a construção de uma ponte sobre o estreito de Dardanelos na zona de Çanakkale; ligará com a O-33 (Istambul - Gebze - Esmirna) em Balıkesir.

- Afyonkarahisar - Antália - Alanya (490 km); ligará com a autoestrada Ancara - Esmirna em Afyonkarahisar.

- Şanlıurfa - Habur; e ligação a Diyarbakır (445nbsp;km). Habur é um posto fronteiriço com o Iraque, próximo da cidade de Silopi, na província de Şırnak, o extremo oriental da estrada europeia E90, cujo extremo ocidental é Lisboa.

- Aidim - Denizli - Burdur (339 km).

- Ancara - Niğde (352 km, O-21); ligará Ancara a Adana via Tarso; o troço entre Adana e Pozanti, a norte de Tarso, já está em funcionamento.

- Bursa - Sivrihisar (província de Esquixequir); 202 km); ligará a O-33 (Istambul - Bursa - Esrmirna) à autoestrada Ancara - Esmirna.

- Gerede - Merzifon - Gürbulak (1 265 km). Numa primeira fase, ligará Gerede, na província de Bolu, a norte de Ancara, com as autoestradas Istambul - Ancara e com a autoestrada Ancara - Samessum em Merzifon, na província de Amásia. Posteriormente ligará Merzifon com Gürbulak (província de Are), na fronteira turco-iraquiana.

### Veículos automóveis
Em dezembro de 2010 estavam registados 15 095 603 veículos automóveis na Turquia, dos quais 7 544 871 eram automóveis ligeiros, 595 483 autocarros e miniautocarros, 2 399 038 camionetas de carga, 726 359 camiões e 2 389 488 motociclos.
Em 2010 foram registados 930 603 veículos automóveis na Turquia, um aumento de 30% em relação ao ano anterior. A distribuição de automóveis por marcas nesse ano foi a seguinte: Renault (14,2%), Opel (11,1%), Ford (9%), Toyota (8,2%), Volkswagen (8%), Tofaş-Fiat (7,7%), Hyundai  (7,6%), BMW (3,6%), Nissan (3,1%), outros (27,5%).

## Transporte ferroviário

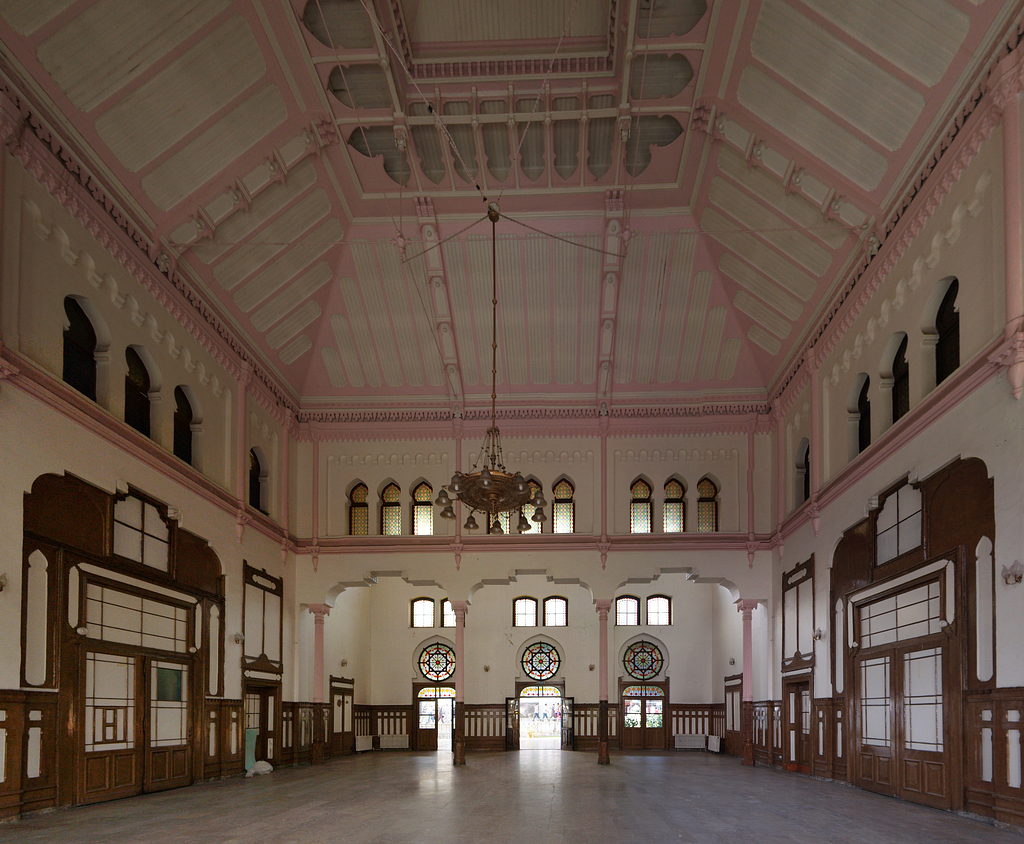
O interior da Estação de Sirkeci, em Istambul, o terminal do Expresso do Oriente e dos comboios entre a Turquia e a Europa

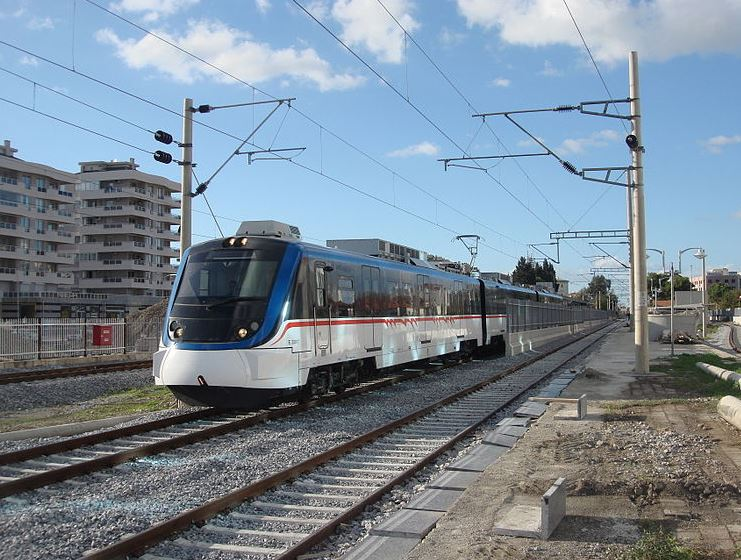
O İZBAN (İzmir Banliyö), um serviço ferroviário suburbano da área metropolitana de Esmirna

A rede ferroviária da Turquia é administrada pela empresa estatal Caminhos de Ferro da República da Turquia (Türkiye Cumhuriyeti Devlet Demiryolları, TCDD). Em 2008 as linhas de caminho de ferro turca perfaziam 10 991 km e a TCDD empregava 24 774 funcionários. A primeira linha de comboios turca começou a ser construída em 1856 e ligava Esmirna a Aidim. A TCDD foi fundada em 1927 para gerir os caminhos de ferro do recém-extinto Império Otomano que ficaram nos limites das fronteiras da nova república.  Quando foi criada, a rede da TCDD a totalizava 5 500 km.
Toda a rede usa a bitola de 1,435 m. Em 2008,  2 308 km (21%) das linhas estavam eletrificadas (25 Kv, 50 Hz); 95% da rede era de via única, 69% tinha travessas de betão e 28% estava sinalizada. As cidades de Ancara, Istambul, Esmirna, Bursa e Adana têm metropolitano e comboios suburbanos.

### Principais linhas ferroviárias
Uma das linhas eletrificadas liga Ancara a Istambul via Esquixequir e İzmit e prossegue via Edirne até à fronteira da Bulgária. Outra das linhas eletrificadas liga Divriği, na província de Sivas, a İskenderun. Apesar de, à exceção de Antália, a generalidade das maiores cidades serem servidas por ferrovia, há extensas partes do território turco onde isso não acontece, como são os casos das faixas costeiras do Mar Negro, da costa mediterrânica a oeste de Mersin e das fronteiras orientais e sudeste, à exceção da zona de Vã e de Carse.

### Ligações ferroviárias internacionais
Há comboios regulares entre Istambul e a Bulgária (Sófia, Esvilengrado, Dimitrovgrad e Ruse), Roménia (Bucareste), Sérvia (Belgrado e Sérvia), Grécia (Salonica, Pítio e Alexandrópolis) e Irão (Teerão e Tabriz). O comboio Teerão-Damasco passa pela Turquia (Vã, Muxe, Elaze, Malátia e Gaziantepe), prosseguindo depois para Alepo e Damasco, na Síria.
Em novembro de 2003 foi suspensa a ligação entre Gaziantep e o Iraque (Bagdade e Mossul), a qual atravessava uma parte da Síria. Até 2009 existia um comboio entre Istambul e Damasco, o qual passava por Esquixequir, Cutáquia, Afioncaraquissar, Cónia, Adana e Alepo. A ligação entre Carse e a Arménia (Guiumri) e a Geórgia (Tiblíssi) foi encerrada em 1993 devido à Guerra de Nagorno-Carabaque e nunca foi reaberta.

### Projetos e obras em curso
A TCDD tem em curso (2011) um programa de construção de linhas de alta velocidade com uma extensão total de 2 297 km. As novas linhas seguirão praticamente os mesmos percursos dos das linhas já existentes, as quais estão também a ser renovadas. O serviço de alta velocidade turco entrou ao serviço no final de 2008, com a abertura do troço entre Ancara e Esquixequir da linha que ligará Ancara a Istambul.
A rede de alta velocidade em projeto ligará a fronteira búlgara, no extremo ocidental do país, a Istambul, Gebze, Esquixequir, Ancara, Sivas, Cónia, Kayseri, Esmirna e Bursa. Os primeiros comboios de alta velocidade turcos são fabricados pela empresa espanhola Construcciones y Auxiliar de Ferrocarriles (CAF). Em 2007 foi inaugurada em Adapazarı, a fábrica de comboios de alta velocidade EUROTEM, uma parceria entre a construtora sul-coreana de material circulante (carruagens, vagões e locomotivas) Hyundai Rotem e a construtora turca TÜVASAŞ (Türkiye Vagon Sanayi), subsidiária da TCDD. Além desta nova fábrica, existem mais três fábricas de material circulante na Turquia, todas subsidiárias da TCDD:
Outros grandes projetos ferroviários são:
- O Marmaray, um sistema ferroviário urbano e suburbano de Istambul que começou a ser construído em 2004 e terá 76,7 km, incluindo um túnel submarino debaixo da extremidade sul do Bósforo com 12,2 km. Em 2008  previa-se estar concluído em 2011.[2]

- A linha Carse — Tiblíssi (Geórgia) — Baku (Azerbaijão), que implica a construção de 76 km na Turquia (entre Carse e a fronteira), e 29 na Geórgia (entre a fronteira e Akhalkalaki). A concretizar-se, será a primeira ligação ferroviária entre a Turquia e a Geórgia sem passar por território arménio.[2] No entanto, o projeto tem enfrentado  dificuldades, nomeadamente porque os Estados Unidos e a União Europeia a se mostram indisponíveis para apoiar o financiamento.[nt 3][carece de fontes?]

#### Elétricos(bondes)

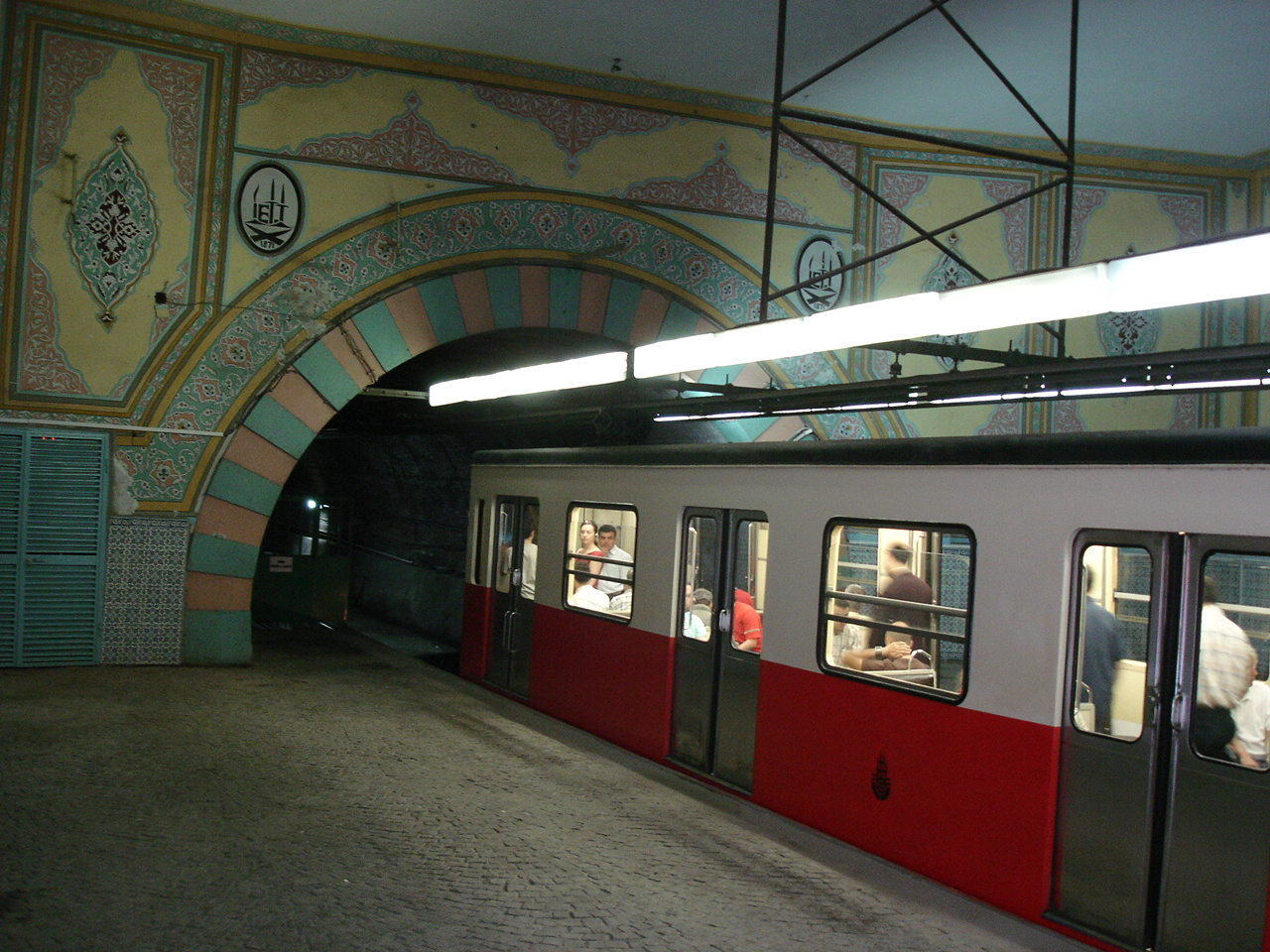
A estação do "Tünel", em Gálata, Istambul, o sistema de metropolitano mais antigo do mundo a seguir ao de Londres e a primeira linha ferroviária urbana subterrânea da Europa continental

A primeira linha de transportes públicos sobre carris da Turquia foi construída por Konstantin Karapano Efendi e foi inaugurada em 31 de julho de 1871 em Istambul, operando entre Azapkapı (Beyoğlu) e Ortaköy. Esse tipo de transporte, precursor dos elétricos (bondes) e que em Portugal se chamou "carro americano" ou simplesmente "americano"), usava carruagens que eram puxadas por cavalos.
Em 1869 foi fundada a companhia Dersaatet Tramvay Şirketi, com a participação da influente e rica família judia sefardita Comondo. Essa companhia usava 430 cavalos para puxar 45 carruagens que circulavam em carris com bitola de um metro, das quais 15 era "de verão" e algumas tinham dois andares. Em 1912 o serviço parou durante um ano porque todos os cavalos foram requisitados pelo Ministério da Defesa para a Guerras dos Balcãs.
A eletrificação da rede com catenárias foi inaugurada em 2 de fevereiro de 1914. A primeira linha de elétricos na parte asiática de Istambul entrou em serviço em 8 de junho de 1928, entre Üsküdar e Kisikli. Na década de 1950, a extensão da rede de elétricos de Istambul alcançou os 130 km. A circulação de elétricos terminou em 12 de agosto de 1961 na parte europeia da cidade e em 14 de novembro de 1966 na parte asiática. Na década de 1990 entrou ao serviço um sistema moderno, a linha T1 do Metropolitano de Istambul, com novas linhas e carruagens. Essa nova linha  serve algumas das zonas mais antigas da cidade, ligando Kabataş, junto ao limite do distrito de Beşiktaş com Beyoğlu, na parte norte do Corno de Ouro, com Zeytinburnu, a sul; cruza o Corno de Ouro na Ponte de Gálata, passa em Sultanhamet e segue ao longo da Divan Yolu, a antiga estrada imperial de Cosntantinopla para oeste.
O "Tünel", um funicular de Istambul é considerado o sistema de metropolitano mais antigo do mundo a seguir ao de Londres e a primeira linha ferroviária urbana subterrânea da Europa continental.[carece de fontes?] Está continuamente em serviço desde 17 de janeiro de 1875.

## Transportes marítimos
Portos

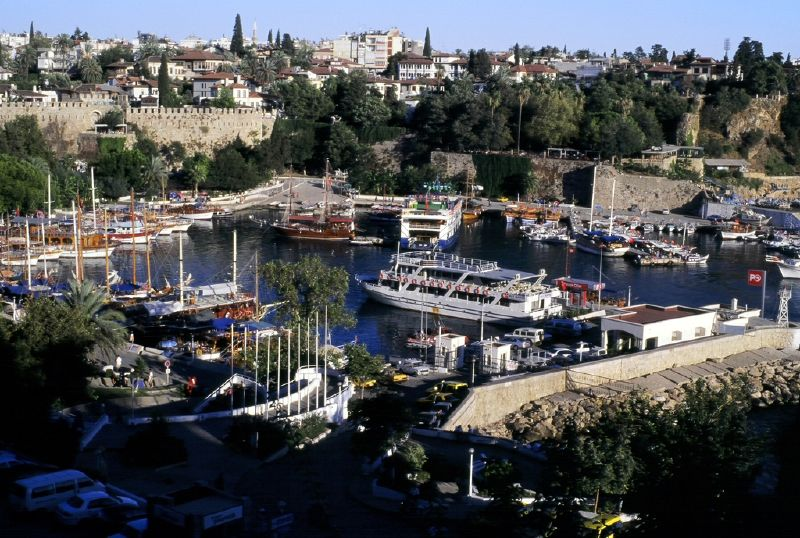
O porto de recreio de Antália

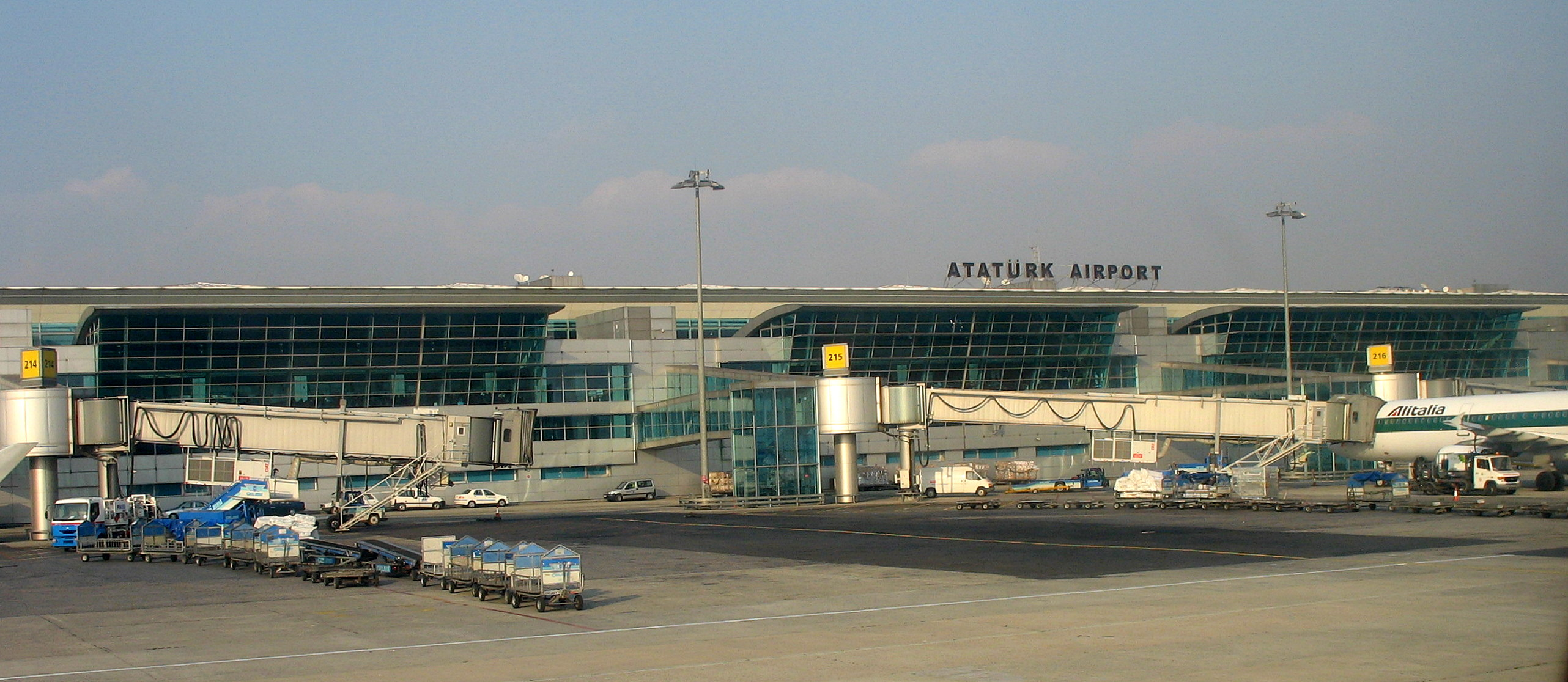
O Aeroporto Atatürk, em Istambul, o mais movimentado da Turquia

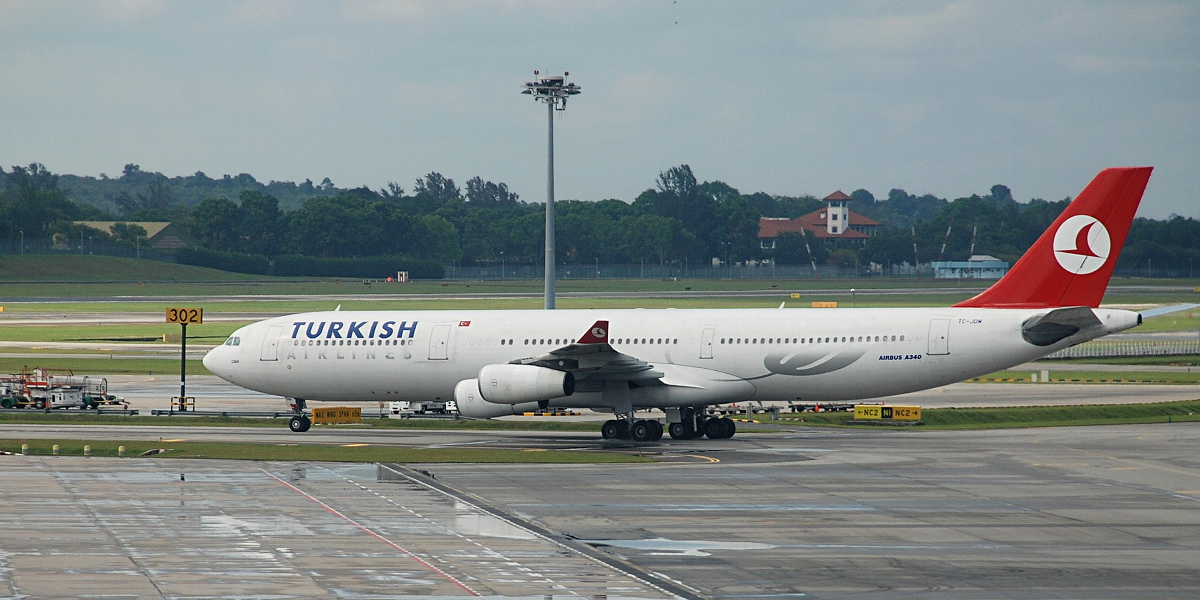
Um Airbus A340-300 da Turkish Airlines em Singapura

Os principais portos da Turquia situam-se em:
- No Mar de Mármara — Gemlik, Bandırma, Istambul e İzmit.

- No Mar Negro — Hopa, Inebolu, Samsun, Trebizonda e Zonguldak;

- No Mar Egeu — Aliağa (Esmirna);

- No Mar Mediterrâneo — İskenderun, Mersin e Antália.

O transporte marítimo de pessoas e veículos é importante em algumas cidades costeiras, nomeadamente em Istambul e nas cidades situadas nas proximidades de ilhas (grande parte delas gregas). Ver Transportes públicos.
Canais
Em 2008 existiam 1 200 km de canais na Turquia.
Marinha mercante
Em 2010 estavam registados na Turquia 645 navios, dos quais 85 cargueiros de produtos químicos, 40 porta-contentores, 37 petroleiros (6 deles de gás liquefeito) e um de passageiros.

## Transportes aéreos
A Turquia tem 99 aeródromos (2010), 11 deles de terra batida, e 20 heliportos. 16 aeroportos têm pistas com comprimento igual ou superior a 3 047 m e 33 com comprimento entre 2 438 m e 3 047 m.
Aeroportos mais movimentados da Turquia

| Cidade   | Nome           | Código IATA | Movimento anual (milhões de passageiros) | Ano (a que se refere o nº de passageiros) |
| -------- | -------------- | ----------- | ---------------------------------------- | ----------------------------------------- |
| Istambul | Atatürk        | IST         | 30                                       | 2010                                      |
| Antália  | Antália        | AYT         | 18                                       | 2007                                      |
| Istambul | Sabiha Gökçen  | SAW         | 12                                       | 2010                                      |
| Esmirna  | Adnan Menderes | ADB         | 5                                        | 2007                                      |
| Ancara   | Esenboğa       | ESB         | 5                                        | 2007                                      |

### Companhias aéreas turcas
A maior companhia aérea turca Türk Hava Yolları ("Linhas Aéreas Turcas"), internacionalmente conhecida como Turkish Airlines ou pela sigla THY. A sua sede administrativa e operacional é em Istambul, no Aeroporto Atatürk. Em 2010 tinha 10 272 funcionários, 132 aviões e voava para 135 destinos, 104 internacionais e 31 domésticos. Fundada em 20 de maio de 1933, a THY é uma das companhias aéreas mais antigas do mundo ainda em serviço. Foi a companhia aérea com maior crescimento do mundo em 2009, ano em que efetuou 213 953 voos e transportou mais de 25 milhões de passageiros, 53% deles em voos internacionais.
Além da Turkish Airlines, operam na Turquia outras 17 companhias aéreas, 3 delas apenas com serviços de carga.

## Transportes públicos

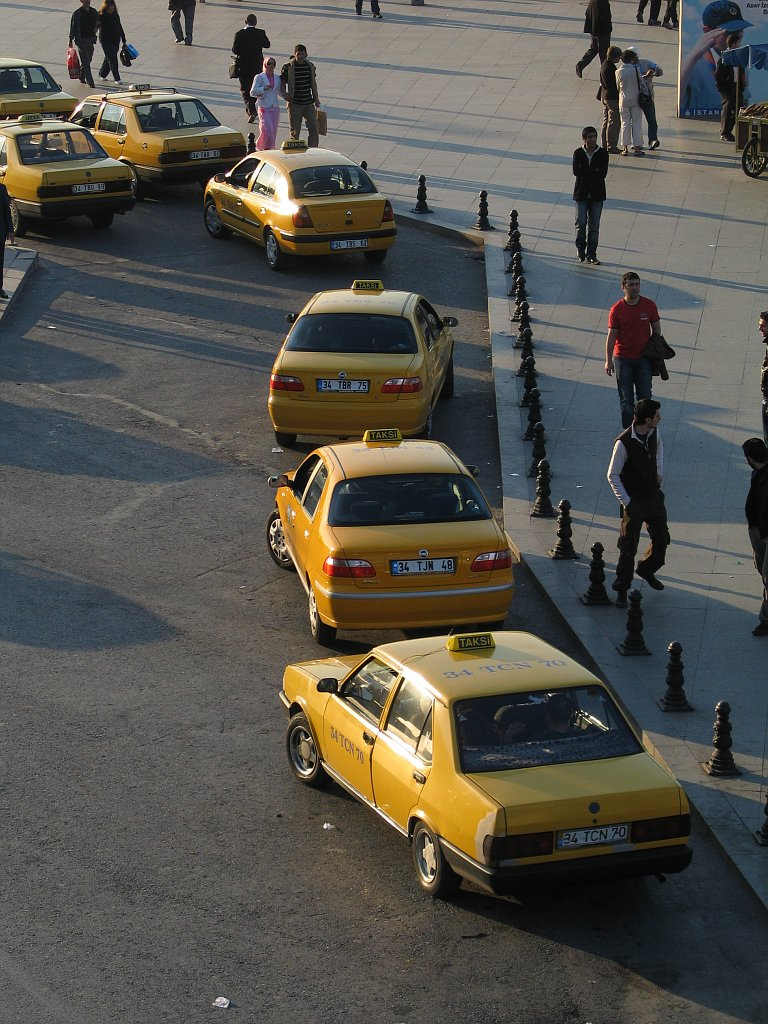
Táxis em Istambul

As maiores cidades turcas têm sistemas de transportes públicos, em geral de boa qualidade, baseados sobretudo em autocarros, táxis e dolmuş. As cidades de Ancara, Istambul, Esmirna, Bursa e Adana têm metropolitano, em alguns casos subterrâneo e/ou de superfície ou "veículo leve sobre trilhos" noutros casos.
A maior parte dos transportes públicos urbanos são administrados pelas autoridades municipais, embora em alguns casos os serviços ferroviários sejam assegurados pela TCCD (ver Transporte ferroviário) ou por consórcios entre a TCDD, o município e, por vezes entidades privadas. Os serviços de autocarros interurbanos são muitas vezes privados. A generalidade das localidades, mesmo as mais pequenas são servidas ou por autocarro ou por dolmuş.
Os dolmuş são um tipo de transporte público gerido por privados peculiar da Turquia. Se no passado eram essencialmente táxis partilhados, atualmente há muitos locais em que pouco se distinguem de autocarros, pois têm itinerários e paragens fixas e, em muitos casos, se não têm horários, pelo menos têm uma frequência bastante previsível. O significado de dolmuş ("cheio" ou "atafulhado") diz muito sobre a forma de funcionamento: o veículo espera por passageiros nos terminais de dolmuş e parte quando está cheio, ou o condutor decide que já é rentável fazer a viagem. Os passageiros podem antecipar a partida se pagarem o sufiociente para a viagem ser rentável. Os dolmuş operam em muitos percursos urbanos, principalmente os mais longos, e em percursos entre localidades e rurais de algumas dezenas de km. Em muitas regiões os percursos de autocarro têm poucas paragens e muito distantes entre elas, pelo que os destinos menos movimentados ou os percursos mais longos são servidos só por dolmuş.
Em alguns locais, como por exemplo em Istambul, no lago de Vã e em cidades costeiras com ilhas habitadas nas proximidades (muitas vezes gregas), há serviços regulares de ferryboats. Estes asseguram grande parte do transporte de pessoas no Bósforo e na partes do Mar de Mármara junto a Istambul, tanto entre as duas margens, como para locais costeiros na mesma margem ou para as ilhas dos Príncipes e e de Mármara. Outros exemplos de serviços de ferries:

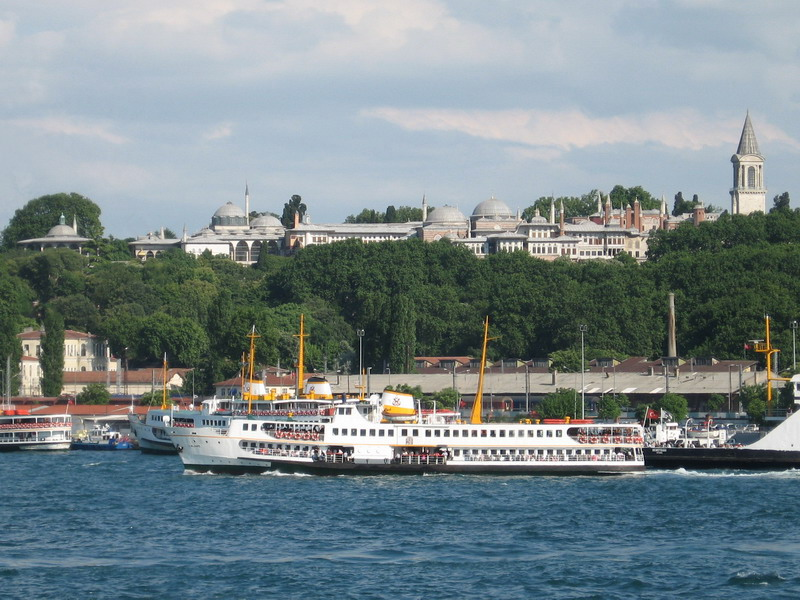
Ferryboat na embocadura do Corno de Ouro, em frente ao Palácio Topkapı

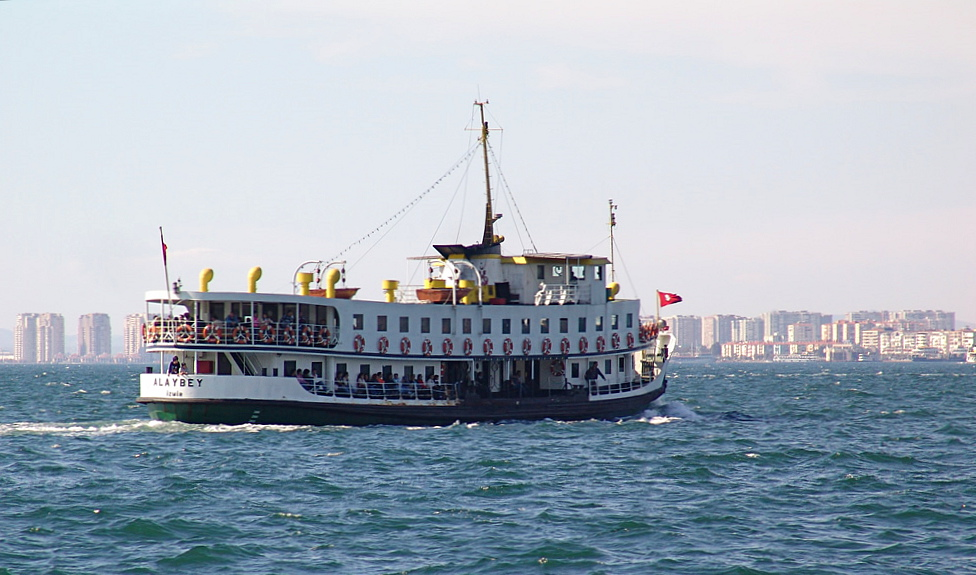
Ferryboat entre Karşıyaka e Konak (Esmirna)

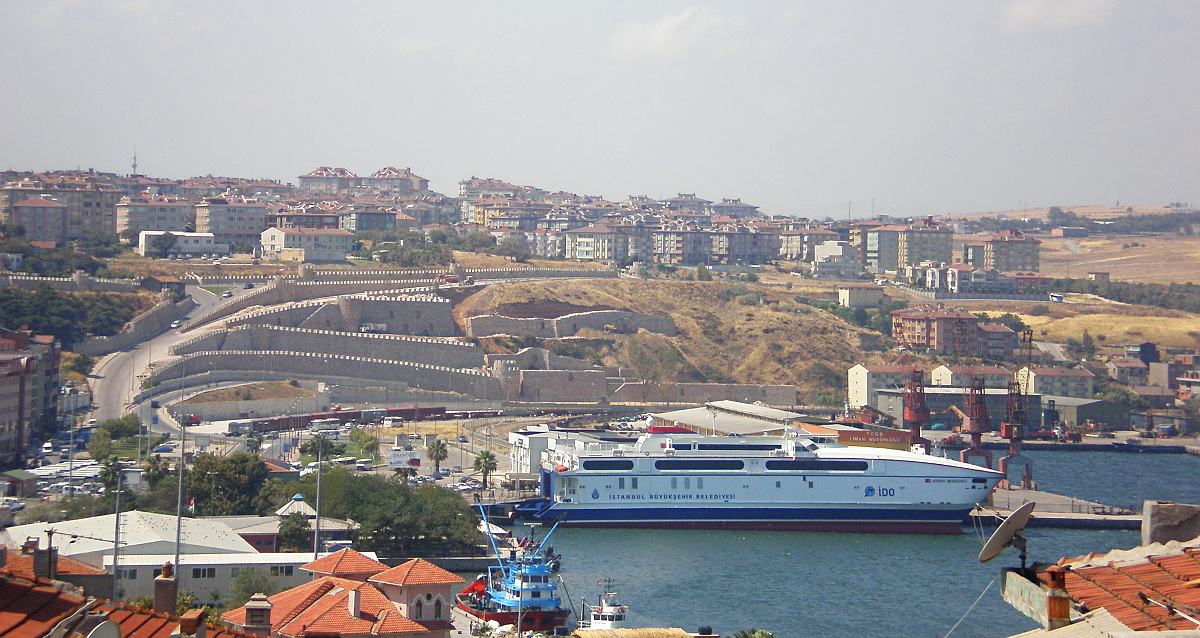
Ferryboat no porto de Bandırma

- Istambul (Karaköy) - Mar Negro (Zonguldak, Sinope, Samsun, Trebizonda e Rize)

- Istambul - Bandırma, Mudanya, Yalova e Esmirna

- Esmirna - Veneza

- Chanacale - Gökçeada, Tenedos (Bozcaada) e Foça

- Çesme - ilha grega de Quios, Brindisi (Itália) e Ancona (Itália)

- Bodrum - Altınkum, Marmaris e Datça (hidrofólios); Cós (Grécia)

- Kuşadası - Samos (Grécia)

- Marmaris - Rodes (Grécia)

- Fethiye - Rodes

- Antália - Veneza

- Mersim - Famagusta (Chipre)

- Taşucu (Silifke) - Cirénia (Chipre)

## Outras infraestruturas de transporte
Oleodutos
Em 2008 existiam na Turquia 14 548 km de oleodutos, 3 065 km de petróleo e 11 483 km de gás natural.

## Estatísticas

### Estatísticas de carga e passageiros por tipo de transporte[25]
| Tipo                                                                    | Milhões de toneladas-km | Milhões de toneladas-km | Milhões de toneladas-km | Milhões de passageiros-km | Milhões de passageiros-km | Milhões de passageiros-km |
| Tipo                                                                    | 2001                    | 2008                    | variação                | 2001                      | 2008                      | variação                  |
| ----------------------------------------------------------------------- | ----------------------- | ----------------------- | ----------------------- | ------------------------- | ------------------------- | ------------------------- |
| Rodoviário                                                              | 151 421                 | 181 935                 | 20%                     | 168 211                   | 206 098                   | 23%                       |
| Marítimo                                                                | 8 100                   | 6 001                   | -26%                    | 31                        | 847                       | 2 632%                    |
| Ferroviário                                                             | 7 652                   | 10 739                  | 42%                     | 5 568                     | 5 097                     |                           |
| Aéreo                                                                   | 285                     | 392                     | 38%                     | 2 859                     | 3 992                     | 40%                       |
| Nota: Os dados referentes ao transporte aéreo referem-se a 2001 e 2005. |                         |                         |                         |                           |                           |                           |

### Estatísticas de sinistralidade por tipo de transporte[26]
| Tipo                                                                                             | Nº de acidentes | Nº de acidentes | Nº de acidentes | Nº de mortos | Nº de mortos | Nº de mortos | Nº de feridos | Nº de feridos | Nº de feridos |
| Tipo                                                                                             | 2001            | 2007            | variação        | 2001         | 2007         | variação     | 2001          | 2007          | variação      |
| ------------------------------------------------------------------------------------------------ | --------------- | --------------- | --------------- | ------------ | ------------ | ------------ | ------------- | ------------- | ------------- |
| Rodoviário                                                                                       | 442 990         | 825 561         | 80%             | 4 386        | 5 007        | 14%          | 116 203       | 189 057       | 63%           |
| Marítimo                                                                                         | 147             | 117             | -20%            | 25           | 18           | -28%         | 5             | 3             | -40%          |
| Ferroviário                                                                                      | 636             | 394             | -38%            | 165          | 108          | -35%         | 385           | 204           | -47%          |
| Aéreo                                                                                            | 7,4             | 7,4             | 7,4             | 28           | 28           | 28           | 4             | 4             | 4             |
| Nota: Os números relativos ao transporte aéreo referem-se às médias anuais no período 2001-2008. |                 |                 |                 |              |              |              |               |               |               |